# 장윤석 (감독)
장윤석(1948년 6월 9일~)은 대한민국의 감독이다.

## 작품
- 야인시대
- 누군가가 전해주세요
- 전원일기
- 세월이가면
- 여름날